# 張介英
張介英（英文：Chieh-Ying Chang，漢語拼音：Zhang Jieying，1974年6月9日—），前年代新聞台主播。
曾在年代新聞台，擔任主播，當時曾與侯佩岑、張雅琴、李文儀、何戎與姚崑崙等主播共事，聯手打造年代新聞台的巔峰時期。然而現已離職。
目前已取得英國倫敦帝國學院博士（Ph.D.）學位。
之後於美國哈佛大學，從事博士後研究（Post-doctoral Fellowship），與史迪芬·平克教授，共同進行認知神經科學與認知心理學的相關研究。
目前在上海广播电视台上海外語頻道（ICS）擔任英語新聞主播。
2010年，被英国伦敦帝國理工學院授予榮譽副研究員（Honorary Research Associate，級別等同中國大陸副教授）一職。
2013年，被英国伦敦大學学院授予榮譽副研究員。
暢銷著作包括：《英文王子-張介英》、《TOEIC榜首-英文王子張介英滿分990攻略》以及《英文王子張介英說時事》。

## 學歷
- 國立政治大學附設實驗小學。
- 台北市立萬芳國中。
- 台北市立成功高中。
- 國立政治大學英語系學士（B.A.）。
- 輔仁大學翻譯所，口筆譯專業資格考榮譽通過。
- 英國倫敦大學政治經濟學院（LSE）傳播媒體碩士（MSc），碩士論文主題與企業傳播（corporate communication）有關。
- 英國倫敦帝國學院（Imperial College London]])翻譯學博士（Ph.D.），研究內容主要是通過認知神經科學（cognitive neuroscience）功能性核磁共振（fMRI）實驗與眼球移動（eye-tracking）實驗發現口筆譯時的眼球移動、以及大腦激活的現象。
- 美國哈佛大學（Harvard University）教育研究所訪問學者（Visiting Fellow），研究翻譯時的腦電圖（ERPs，event-related potentials）變化。
- 美國哈佛大學（Harvard University）心理系博士後研究（Post-doctoral Fellow），研究處理禁忌詞（taboo words）與共同知識（common knowledge）時的腦電圖（ERPs）變化。
- 英國剑桥大学（University of Cambridge）博士生 Ph.D.保留学籍，隶属圣约翰学院（St. John's College）。

## 經歷
- 專業口譯員、筆譯員。
- 台灣人間衛視（前身為佛光衛視）新聞部英語英文主播（News anchor）。
- MUCH TV節目主持人。
- 香港鳳凰衛視新聞主播。
- 台灣年代新聞台新聞主播。[1]
- 書籍英文王子、英文王子TOEIC滿分攻略作者（author）。
- 台灣諸所大學與研究所講師。
- 英國倫敦帝國學院（Imperial College London）講師（Lecturer）。
- 美國哈佛大學（Harvard University）Visiting Fellow。
- 美國哈佛大學（Harvard University）博士後研究（Post-doctoral Fellow）。
- 2010年9月30日到2013年10月1號，擔任英国伦敦帝国学院榮譽副研究員（（Honorary Research Associate，級別等同中國大陸副教授）一職。
- 苏州西交利物浦大学英语文化与传播系讲师(職位等同助理教授)。
- 上海外國語大學高級翻譯學院客座教授。
- 上海復旦大學副教授。
- 2012年9月起，上海对外经贸大学大學东方学者專任正教授，3年任期。
- 中央電視臺六套節目《佳片有約》嘉賓。
- 上海外語頻道（ICS）节目《说东道西》（Culture Matters）双语主持人。
- 上海外語頻道（ICS）单元《Food Talk》双语主持人。
- 上海外語頻道（ICS）单元《看美劇學英語》双语主持人。
- 2013年10月2日到2016年10月1號，擔任英国倫敦大學大學学院（UCL）榮譽副研究員。
- 現於隸屬上海媒體集團（SMG）的上海外語頻道（ICS）擔任英語新聞主播。
- 2015年12月起到2016年12月，担任香港中文大学（深圳）《副教授》。
- 2019年9月起，任教於上海理工大学中英國際學院。
- 2021年8月起，擔任台灣淡江大學英文系助理教授。

## 資料來源
1. ↑  YouTube上的ERA World 張介英 News 年代看世界

## 外部連結
- 張介英的新浪微博